# سیارک ۳۹۲
سیارک ۳۹۲ (به انگلیسی: 392 Wilhelmina، نامگذاری:1894BF) سیصد و نود و دومین سیارک کشف شده‌است که در ۴ نوامبر ۱۸۹۴ و در هایدلبرگ کشف شد.
قدر مطلق سیارک برابر ۹٫۷۰ است.